# Feleti Teo
Feleti Penitala Teo OBE MP (født 9. oktober 1962) er en tuvaluansk politiker og advokat, der i øjeblikket tjener som den 14. premierminister i Tuvalu. Han blev valgt til parlamentet i Tuvalu ved det tuvaluanske parlamentsvalg i 2024, han var tidligere administrerende direktør for Western and Central Pacific Fisheries Commission (WCPFC).
Teo blev udnævnt til premierminister den 26. februar 2024, efter at han blev valgt uden modstander af parlamentet.     
I december 2014 på WCPFC's 11. ordinære session i Apia, Samoa, blev han udnævnt til administrerende direktør for Western and Central Pacific Fisheries Commission (WCPFC), og han fortsatte i denne rolle indtil december 2022. I 2008 var han fungerende generalsekretær for Pacific Islands Forum. Teo har også fungeret som Tuvalus statsadvokat (1991-2000) og generaldirektør for Forum Fishery Agency (2000-2006).

## Uddannelse
Feleti Teo tog en Bachelor of Laws fra University of Canterbury i Christchurch, New Zealand, og en Master of Laws i offentlig ret fra Australian National University i Canberra, Australien. I 1986 blev han den første tuvaluaner, der kvalificerede sig som advokat, da han blev optaget som barrister og advokat ved New Zealands højesteret.

## Karriere
Teo var den første tuvaluaner, der tjente som statsadvokat for Tuvalu og leder af Tuvalus juridiske og retslige tjenester fra 1991 til 2000. Hans forgængere var udstationerede John Wilson, Neil Davidson, Beith Atkinson og David Ballantyne (1978-1991).      Under Teos embedsperiode fungerede Cameron Dick som den fungerende justitsminister i Tuvalu fra 1995 til 1996, mens Teo gennemførte postgraduate studier ved Australian National University i Canberra. Iakoba Italeli efterfulgte Teo som Tuvalus statsadvokat i 2002. 
Fra 2000 til 2006 var han generaldirektør for Pacific Islands Forum Fisheries Agency (FFA), med base i Honiara, Salomonøerne. Fra 2007 til 2013 fungerede han som vicegeneralsekretær for Pacific Islands Forum (PIF), med hovedkvarter i Fiji. Efter sikkerhedsgeneral Greg Urwin fra Australiens sygdom og efterfølgende død i 2008 blev han fungerende generalsekretær for Pacific Islands Forum, indtil Tuiloma Neroni Slade blev udnævnt senere samme år.  
I 2014 blev Teo udnævnt til midlertidig generalsekretær for den nyetablerede regionale organisation, Pacific Islands Development Forum (PIDF), en post han havde indtil sin udnævnelse til WCPFC. De to andre kandidater til generalsekretær var Wilkie Rasmussen, Cookøernes udenrigsminister, og Tuiloma Neroni Slade, den tidligere statsadvokat i Samoa og tidligere dommer i Den Internationale Straffedomstol. Teo blev udnævnt til at lede WCPFC-sekretariatet som administrerende direktør i december 2014.
Teo blev udnævnt til officer af Order of the British Empire (OBE) i 2013.

## Teo Ministeriet
Den 27. februar 2024 udnævnte Teo medlemmerne af kabinettet.
Teo-regeringen gav i en erklæring, offentliggjort af Simon Kofe, støtte til de "brede principper og mål" for Falepili-unionen, mens de bemærkede "fraværet af gennemsigtighed og konsultationer i socialiseringen og informeringen af offentligheden i Tuvalu om et så vigtigt og banebrydende initiativ"; og indikerede, at Tuvalu vil søge ændringer for at gøre det "gennemførligt". Erklæringen omhandler også Tuvalus forhold til Taiwan : "Den nye regering ønsker at bekræfte sin forpligtelse til det langsigtede og varige særlige forhold mellem Tuvalu og Republikken Kina, Taiwan".
I sit første interview som premierminister sagde Teo, "vores bånd med Taiwan er udelukkende baseret på demokratiske principper, og de har været meget loyale over for os." Teo sagde, at han som en del af Australien-Tuvalu Falepili Unionen ønskede at gennemgå klausulen om, at begge lande skal "gensidigt blive enige" om enhver sikkerhedsordning Tuvalu måtte ønske med andre lande.